# Skriet från vildmarken
Skriet från vildmarken (originaltitel: The Call of the Wild), även översatt till svenska med titeln När vildmarken kallar, är en äventyrsroman från 1903 av Jack London.

## Handling
Boken handlar om en stor blandrashund (Sankt Bernard och Scotch Collie) vid namn Buck som blir bortrövad från sin trygga tillvaro som familjehund. Han säljs och förs till Alaska där ett hårt liv som slädhund väntar. Han får snabbt vänja sig vid att dra släde med andra hundar. I början är det jobbigt för Buck, men med tiden blir han allt starkare och uråldriga instinkter börjar att vakna till liv inom honom.
Hans första ägare är François och Perrault. De kan vara väldigt stränga, men rättvisa. Ledarhunden för det första spannet som Buck drar är en vit husky vid namn Spitz. Spitz är väldigt aggressiv och har stor vana som draghund. De två blir redan från början ovänner, och till slut blir det en kamp på liv och död mellan dem. Buck vinner efter en lång kamp och utses till ny ledarhund.
Efter ett tag får han nya ägare. Men det tunga livet som slädhund fortsätter, med en tung last att dra och för lite mat och vila. Efter ytterligare en tid, säljs Buck igen, denna gång till två män och en kvinna som har tänkt bege sig ut och leta guld. Dessa visar sig inte alls förstå hur det hårda livet som guldgrävare fungerar, och det slutar med att de går genom isen. Buck blir räddad av en man, John Thornton, hos vilken han sedan stannar.
Hos Thornton får Buck vila ut, och de blir riktigt bra vänner. Buck både räddar livet på honom och driver in en större summa pengar till honom genom en vadslagning mellan Thornton och en annan man. Efter detta så bestämmer sig Thornton och hans två kompisar, Hans och Pete, för att själva söka sin lycka som guldgrävare.
Väl ute i vildmarken börjar Buck mer och mer bli en vildhund, han gör ofta långa turer ute i skogen på egen hand. Då och då hör han det lockande skriet från vildmarken, vargarna som ylar. När han en dag kommer hem efter att ha jagat en älg en längre tid, finner han Thornton och hans kompanjoner döda. Han spårar upp indianerna som var orsaken till detta, och hämnas genom att döda flera av dem. Buck börjar sedan att leva vilt med en vargflock.